# Rio Palheiro
O rio Palheiro é um rio brasileiro do estado de Santa Catarina. 